# Edson Tsuboi
Edson Kenji Tsuboi é um enxadrista brasileiro, com título de Mestre Internacional pela FIDE. Nasceu em Dracena, São Paulo, em 6 de maio de 1958. Participou de três Olimpíadas de Xadrez: em Dubai (1986), Nov Sad (1990) e Manila (1992). Seu rating ELO em setembro de 2009 era de 2423. Tsuboi também é considerado um dos enxadristas mais respeitados do Brasil.

## Títulos conquistados
- XX IRT da Hebraica[3]
- Circuito CXSP João Moyses/Marcio Elisio de Freitas - Fase Final[4]
- Campeonato Brasileiro de Seniors e Veteranos [5]
- Memorial RPD Jose Americo Guimaraes[6]